# Grand Prix de Wallonie 2009
Il Grand Prix de Wallonie 2009, cinquantesima edizione della corsa, valido come evento dell'UCI Europe Tour 2009 categoria 1.1, si svolse il 16 settembre 2009 per un percorso di 203,8 km. Fu vinto dal belga Nick Nuyens, che giunse al traguardo in 4h 46' 13" alla media di 42,723 km/h.
Furono 176 i ciclisti che portarono a termine la competizione.

## Ordine d'arrivo (Top 10)
| Pos. | Corridore        | Squadra         | Tempo    |
| ---- | ---------------- | --------------- | -------- |
| 1    | Nick Nuyens      | Rabobank        | 4h46'13" |
| 2    | Allan Davis      | QuickStep       | s.t.     |
| 3    | Roy Sentjens     | Silence-Lotto   | s.t.     |
| 4    | Bert De Waele    | Landbouwkrediet | s.t.     |
| 5    | Romain Feillu    | Agritubel       | s.t.     |
| 6    | Jonathan Hivert  | Skil-Shimano    | s.t.     |
| 7    | Fabian Wegmann   | Milram          | s.t.     |
| 8    | Sven Renders     | Topsport Vl.    | s.t.     |
| 9    | Stefano Garzelli | Acqua & Sap.    | s.t.     |
| 10   | Gerben Löwik     | Vacansoleil     | s.t.     |